# Paroisse de Mimet
 (décembre 2017).
La paroisse de Mimet, située dans le département des Bouches-du-Rhône, environ 20 km au sud d’Aix-en-Provence, est l’une des 120 paroisses de l'archidiocèse d'Aix-en-Provence et Arles, lequel est une circonscription territoriale de l'Église catholique en France.
La paroisse correspond géographiquement à la ville de Mimet, ce qui lui donne une superficie de 18,70 km2 et selon le dernier recensement, une population de 4 510 habitants.
Vieille de douze siècles au moins, cette paroisse a connu son heure de gloire au XVIIe siècle lorsque le rayonnement de Notre-Dame des Anges attirait dans la solitude du massif de l'Étoile des personnalités religieuses, militaires et civiles.

## L’histoire de la paroisse

### Les origines chrétiennes
Les origines chrétiennes de la paroisse remontent, selon l’abbé Constantin, au moins au VIIIe siècle. C’est alors qu’apparaît une « villa quae dicitur mimeto », bien habitée depuis l’Antiquité au lieu-dit Regalet (actuellement local des pompiers).
L’ancienne église paroissiale de Notre-Dame de la Nativité ou de Notre-Dame de Septembre, est  appelée dans les chartes Notre-Dame de Cypresso. 
Les ruines de cette église qui a les dimensions d’une modeste chapelle (8mx6m) se réduisent à quelques pans de murs presque à ras du sol, formant une simple nef à sanctuaire en hémicycle orientée du levant au couchant.  On a dû la reconstruire plusieurs fois. 
Dédiée à Notre-Dame de Septembre, c’est-à-dire à la Nativité de la Sainte-Vierge, dont la fête se célèbre le 8 de ce mois, elle figure sous le titre de « Notre-Dame de Cypresso » dans une nomenclature du diocèse d’Aix en 1490.  Ce nom lui venait d’un arbre  de cette essence qui s’élevait à côté de l’église dans un ancien cimetière où l’on ensevelissait encore en 1720.

### L’église paroissiale duXIesiècle
À partir du Xe siècle, le village est transféré auprès du château (Castrum de Mimeto), à l’endroit actuel. La nécessité d’un nouveau lieu de culte apparaît.
L’église paroissiale de la Transfiguration, orientée, ancienne église du castrum au XIe siècle, appartenait au chapitre métropolitain d’Aix. Elle est citée en 1020.
Pourtant, l’abbé Constantin soutient que ce titre fut donné à l’église actuelle seulement lors de sa reconstruction en 1510 en remplacement du titre de la Nativité de Marie, hérité de l’église Notre-Dame du Cyprès abandonnée.  En 1490 un document cite l’ « ecclesia de Mimeto ». 
Enfin, il ne faut pas oublier le sanctuaire Notre-Dame des Anges, dans le massif de l’Étoile.   
Des legs faits aux XIIIe siècle, XIVe et XVe siècles enrichissent la paroisse.  Le premier curé connu est Bertrand Bannoli en 1424.  Mais en 1471, la paroisse est réputée inhabitée.

### La période moderne
D’après H.de Gérin-Ricard, les seigneurs des Baux eurent très tôt des droits sur Mimet, et en 1066, apparait le premier seigneur de Mimet, un certain « Guibert » de Mimet et son frère Bonfils.
La seigneurie de Mimet changea plusieurs fois de famille et passa de Hugues de Mimet en 1192 au seigneur de Roquevaire en 1242. À cette époque, la Provence n’était pas française. Raymond Bérenger, comte de Barcelone, devient comte de Provence en 1112. En 1246, Charles d’Anjou est comte de Provence. En France, en ces temps de règne des Capétiens, Louis IX (saint Louis) est un roi très respecté.
Mimet appartient successivement à plusieurs seigneurs: Guillaume de Candolle, Raymond et Jean de Fuveau en 1379, Honoré de Roquefort, Seigneur de Peypin, et un certain Jacques Christini en 1447, sous le règne du roi René. La seigneurie passe ensuite aux Chaussegros en 1465.
« En l’an 1500, Françoise Chaussegros de Lioux, dame de Mimet, Lioux et Gardanne, fille de Boniface et Gabrielle Basin, se marie à Bérenger II d'Estienne, fils de Guillaume II et Anne de Guiramand, à condition de faire porter à ses descendants le nom et les armes des Chaussegros, ce qui fut fait dorénavant. ».
Le 30 juin 1700, Lucrèce de Mimet, descendante et héritière de la famille d’Estienne Chaussegros se maria à Aix avec Charles de Grimaldi, marquis de Regusse. En ce début de XVIIIe siècle, la seigneurie de Mimet passe donc à la famille des Grimaldi, qui avaient repris Monaco en 1363.

### La période contemporaine

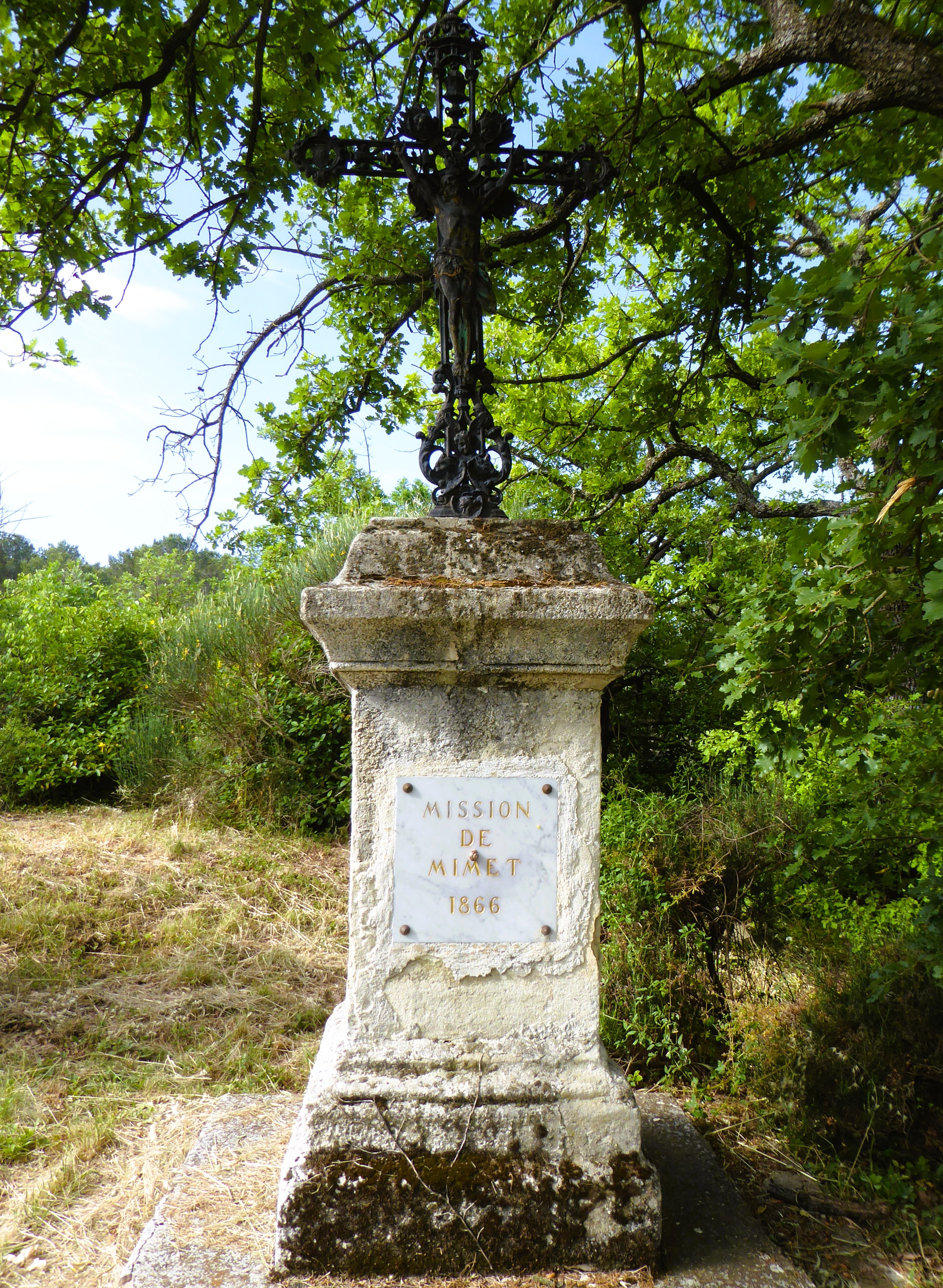
Croix de mission de 1866, hameau de la Diote, Mimet.

Au XIXe siècle, il y a une renaissance certaine de la paroisse. En 1842, l’archevêque d’Aix interdit l’accès de l’église aux fidèles tant que les réparations ne sont pas faites. Plus tard, plusieurs confréries renaissent ou se créent autour de nouvelles dévotions : confrérie de Notre-Dame de la Salette, du Sacré-Cœur, de Sainte Philomène, Enfants de Marie.
À l’ère industrielle, le paysan se fait mineur, l’immigration piémontaise devient significative. Le vieux village est replié sur son rocher tandis que les quartiers des Moulières et des Fabres près du Puits Biver (fondé en 1889) se développent en forme de « corons ». 
Un chapelain assure les offices au Château-Bas jusqu’entre les deux guerres.
Concurremment la ferveur religieuse des Mimétains décline fortement. Lors de la séparation de l'Église et de l'État en 1905, l’église et le presbytère sont acquis par la municipalité. 
Après la guerre de 1914-1918, le petit nombre de paroissiens entraîne la non-résidence du prêtre. Le dernier à habiter le presbytère part en 1919.

## L’Unité pastorale Étoile-Saint-Michel
Mimet fait partie de l’Unité pastorale Étoile-Saint-Michel, créée en 2001 et regroupant également Gardanne, Fuveau et Meyreuil
Le curé, assisté de  deux vicaires, habite à Gardanne, où se trouve le secrétariat. De nombreux laïcs de Mimet participent aux actions pastorales, notamment au jumelage avec la paroisse de Péhunco au Bénin.